# Impericon
Impericon es una empresa alemana especializada en venta por catálogo en internet. Impericon es reconocida por vender ropa y accesorios con un estilo hardcore punk y metalcore.
Originalmente estaba bajo el nombre de Imperial Clothing, pero debido a una disputa legal tuvo que cambiar su nombre. En 2011 cambia el nombre a Impericon aludiendo a la abreviación de Imperial Conspiracy.

## Contribuciones y festivales
Impericon es patrocinador oficial de bandas como: Heaven Shall Burn, The Black Dahlia Murder, Caliban y Parkway Drive. En 2011 Impericon trabaja con los mismos organizadores de With Full Force. Finalmente se integran dos bandas más en el patrocinio, The Ghost Inside y Miss May I.

### Never Say Die!
En 2007 se crea la primera edición del Impericon Never Say Die! Tour. Lo cual por el cambio de nombre, anteriormente se llamaba Imperial Never Say Die! Tour y en 2011. Impericon Never Say Die! Tour tiene giras por todo Europa y múltiple de veces es comparado al Warped Tour. En el escenario de Por Impericon Never Say Die! Tour han tocado bandas como: Despised Icon, Protest the Hero, Emmure, Whitechapel, Carnifex, Suicide Silence, The Ghost Inside, The Word Alive y Madball.
Never Say Die! Tour 2011 que se localizó en Alemania, Austria, Luxemburgo y Suiza fue patrocinado por Metal Hammer, FUZE y PETA.

### Impericon Festival
El Impericon Festival, anteriormente Imperial Progression Festival, se lleva a cabo cada año desde el 2011. La primera edición del 2011 se llevó a cabo en la AGRA-Gelände al sur de Leipzig.
El 7 de mayo de 2011 tocó Caliban, Asking Alexandria, Maroon, We Came as Romans, Miss May I, As Blood Runs Black, For Today, This or the Apocalypse, Adept, Myra y The Word Alive.
En la edición del 2012 tocaron Parkway Drive, Caliban, The Ghost Inside, Your Demise, We Butter The Bread With Butter, Miss May I, While She Sleeps, Set Your Goals, Born From Pain, Confession, Eskimo Callboy y Nasty.
La tercera edición Impericon Festival se ubicó por primera vez en Viena y en segundo Leipzig. En ambos eventos Heaven Shall Burn era headliner. Heaven Shall Burn en cada evento en Alemania y Austria lanza su próximo álbum "Veto". Por otra parte, incluso bandas como Callejón, August Burns Red, Architects, Adept, Breakdown of Sanity se anunciaron para Viena. Por otro lado en Leipzig se presentarían Emmure, First Blood, Hundredth, Buried in Verona, Chelsea Grin, Obey the Brave, Stick to Your Guns, The Sorrow, Brutality Will Prevail y Attila.
En 2015 el Impericon Festival ya presencias en siete ciudades europeas como: Zúrich, Oberhausen, Viena, París, Ámsterdam, Manchester y Leipzig, lo cual se presentaría con bandas como: The Ghost Inside, Whitechapel, Madball y Walking Dead on Broadway.

### Progression Tour
Otra gira de conciertos que también es patrocinado por Impericon, es el Progression Tour, que obtuvo el primer lugar en la primavera del 2012 y también pasaba por grandes ciudades de Europa. Heaven Shall Burn, Neaera, Unearth y Rise to Remain han sido confirmados para la gira inaugural. Los conciertos tendrán lugar en Francia, Italia, Polonia, Austria, Suiza y Alemania.
En la segunda edición del Progression Tour 2013, con se presentaría Callejón como Headliner. Por otra parte, Architects, Breakdown of Sanity, Adept y August Burns Red tocaron en siete conciertos en una extendida gira. Estos conciertos se llevaron a cabo en Wurzburgo, Bochum, Herford, Leipzig, Stuttgart, Munich y Viena.

## Impericon Records
Desde 2014 existe su propio sello discográfico bajo el nombre de Impericon Records. La primera banda que hizo un álbum en el sello discográfico fue Being as an Ocean.
Bandas en Impericon Records
- Being as an Ocean (oficialmente inVogue Records)
- Capsize (oficialmente Equal Vision Records)
- Walking Dead On Broadway
- Devil in Me